# Aventinus
L'Aventinus è una birra tedesca ad alta fermentazione di stile weizenbock prodotta dal birrificio Schneider & Sohn.

## Descrizione
L'Aventinus è una birra dal colore ambrato intenso, che unisce il classico sentore fruttato di una weizen con il deciso carattere di una doppelbock. L'odore è speziato, di malto tostato e liquirizia. Il sapore conferma le note di malto tostato percepite all'olfatto con aggiunta di lieve sapore caramellato e, nel finale, di chiodi di garofano. La schiuma è densa e persistente.
La gradazione alcolica è di 8,2 % vol e il valore di amarezza di 16 IBU.
Gli ingredienti comprendono malto d'orzo di grano e luppolo Hallertauer Herkules. Viene venduta non pastorizzata, non filtrata e condizionata in bottiglia.

## Storia
Il nome della birra è un omaggio allo storico Johannes Aventinus a cui era intitolata la strada di Monaco di Baviera nella quale aveva sede il birrificio originario che la produceva, a partire dal 1907, nel rispetto del disciplinare Reinheitsgebot.
La birra Aventinus è una delle weizenbock più famose e tra le più diffuse in Italia. Nel 1993 si è aggiudicata la medaglia di platino al World Beer Championship.